# Liste des administrateurs coloniaux en Guyane
Cette liste présente les administrateurs coloniaux en Guyane française entre 1712 et 1809.

## Gouverneurs et gouverneurs par intérim
1. Charles Poncet de Brétigny en 1643, tué par les indiens en mai ou juin en 1645
2. Laforet, venu renforcer Charles Poncet de Brétigny, arrivé en novembre, il est tué par les indiens décembre 1645
3. Huet de Navarre[1], (1611-1658), sergent envoyé par les associés de la Compagnie de Rouen entre 1645 jusqu'au 30 septembre 1652
4. messire de Bragelone, un des seigneurs propriétaires du sol, associé dans la compagnie de Terre-Ferme de l'Amérique ou compagnie de la France équinoxiale, premier directeur dans la colonie, mais à la suite d'attaques par les indiens, il abandonne la Guyane le 27 décembre 1653 qui reste alors sans habitants d'origine européenne jusqu'en 1654 
  1. Occupation hollandaise en 1654 et 1664
5. Joseph-Antoine Le Febvre de La Barre le 5 mai 1664 jusqu'en 1665
6. Antoine de Noël de la Trompe d'Or, seigneur de Noël et de la Trompe d'Or, en 1665
7. Cyprien Lefebvre de Lizy, seigneur de Lizy, frère de Joseph-Antoine Le Febvre de La Barre, entre 1665 et 1668
8. Joseph-Antoine Le Febvre de La Barre, pour la seconde fois, entre 1668 et 1670
9. Cyprien Lefebvre de Lizy, pour la deuxième fois, entre 1670 et 1676
  1. Occupation hollandaise en 1676
10. Cyprien Lefebvre de Lizy, pour la troisième fois, entre 1676 et 1679
11. Pierre-Eléonor de La Ville de Férolles, marquis de Férolles, entre 1679 et 1684
12. Pierre de Sainte-Marthe de Lalande, entre 1684 et 1687
13. Pierre-Éléonor de La Ville de Férolles, pour la seconde fois, entre 1687 et 1688
14. François Lefebvre de la Barre, entre 1688 et 1691
15. Pierre-Éléonor de La Ville de Férolles, pour la troisième fois, entre 1691 et 1700
16. Rémy Guillouet d'Orvilliers (vers 1633-18 août 1713) (père de Claude, grand-père de Gilbert et Louis Guillouet d'Orvilliers) : lieutenant du roi et gouverneur par interim de la dite Isle de Cayenne entre 1700 et 1701
17. Pierre-Éléonore de La Ville de Férolles, pour la quatrième fois, à partir 1701 jusqu'à sa mort le 5 août 1705
18. Antoine de Querci, seigneur de Rionville, commandant pour le roi jusqu'au 15 septembre 1706
19. Rémy Guillouet d'Orvilliers (grand-père de Louis Guillouet d'Orvilliers et de Gilbert Guillouet d'Orvilliers): lieutenant du roi et gouverneur particulier de la dite Isle de Cayenne entre 1706 et juillet 1713
20. Pierre de Morlhon de Grandval (ou Granval), seigneur de Lanmière et de Grandville : lieutenant du roi et gouverneur par intérim à partir de 1713 jusqu'au 7 septembre 1716
21. Marie-Henri de Béthune : capitaine de vaisseau et gouverneur entre 1715 et 1716
22. Claude Guillouet d'Orvilliers (vers 1670-vers 1740), seigneur d'Orvilliers, fils de Rémy Guillouet d'Orvilliers, père de Gilbert et Louis Guillouet d'Orvilliers, jusqu'en décembre 1720
23. François de La Motte-Aigron : lieu, tenant du roi et gouverneur par intérim entre 1720 et 1722
24. Claude Guillouet d'Orvilliers : gouverneur entre 1722 et 1728
25. Michel Marschalk de Charanville : lieutenant du roi et gouverneur par intérim entre 1728 et 1730
26. Gilbert Guillouet d'Orvilliers (1708-1764), fils de Claude Guillouet d'Orvilliers, frère de Louis Guillouet d'Orvilliers : commandant pour le roi et gouverneur par intérim (1730, 1736-1737, 1743-1749), gouverneur entre 1749 et 1763 (mais absent de 1751 à 1752 et de 1753 à 1757)
27. Henri Dussault de Lamirande : gouverneur entre 1729 et 1736
28. Henri Poivilain de Cresnay : commandant pour le roi et gouverneur par intérim en 1736

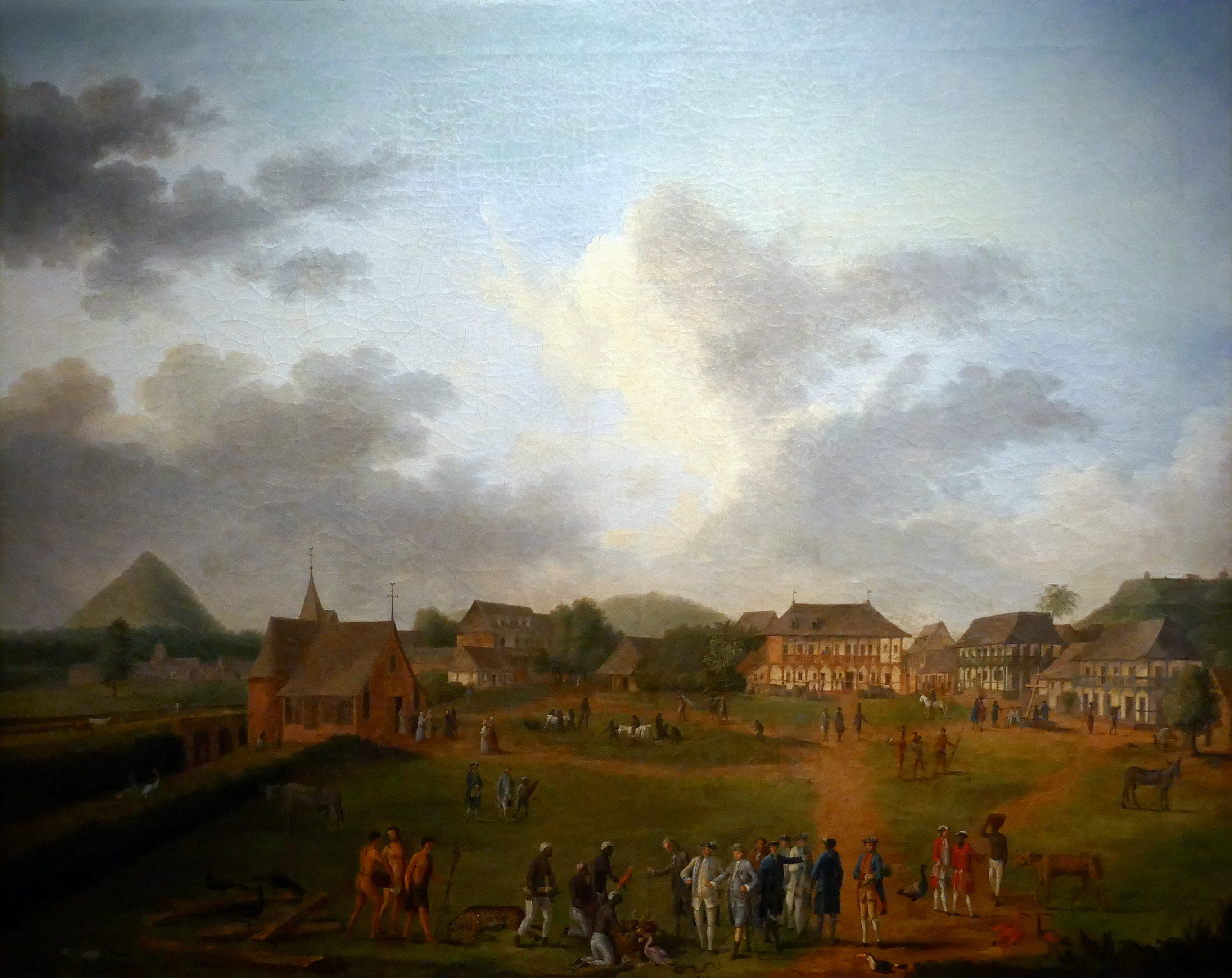
Le Marquis de Turgot gouverneur de Cayenne reçoit les présents des Indiens, peinture anonyme du XVIIIe siècle.

1. Antoine Le Moyne de Châteauguay (1683-1747) : gouverneur entre 1737 et 1743
2. Jean-Baptiste Hyacinthe Dunezat de Saint-Michel : lieutenant du roi et gouverneur par intérim de 1751-1752 et de 1753-1757
3. Étienne François de Turgot : brigadier des armées du roi et gouverneur de la nouvelle colonie de Guyane de 1763 à 1765 ; Jean Antoine Brûletout de Préfontaine étant commandant en 1763-64 pour le nord de la Guyane destiné à la colonisation par « l'expédition de Kourou »
4. Jean Pierre Antoine Béhague de Septfontaines : commandant en chef et gouverneur par intérim en 1763 et 1765
5. Louis-Thomas Jacquot : gouverneur de 1765 à 1781
6. Alexandre Ferdinand de Bessner : gouverneur de 1781 à 1785
7. Louis Le Neuf de Lavallière : commandant pour le roi et gouverneur par intérim en 1785
8. Thomas de Fitz-Maurice : commandant pour le roi et gouverneur par intérim de 1785 à 1787
9. Pierre François Mareuil de Villebois : gouverneur de 1787 à 1788
10. Charles Guillaume Vial d’Alais : gouverneur par intérim en 1788 et gouverneur de 1792 à 1793
11. Jacques Martin de Bourgon : gouverneur de 1789 à 1791
12. Henry Benoist : commandant en chef et gouverneur par intérim entre 1791 et 1792, gouverneur de 1793 à 1794
13. François Maurice de Cointet : gouverneur par intérim en 1796
14. Pierre François Lambert Lamoureux de la Gennetière : gouverneur en 1796
15. Victor Hugues : commandant en chef et gouverneur de 1802 à 1809

## Ordonnateurs, ordonnateurs par intérim et intendants
1. Paul Lefebvre d’Albon : ordonnateur de 1706 à 1748 (absent en 1712-1714, 1738-1740 et 1744-1746)
2. Antoine Tissier de Boizereau : écrivain ordinaire du roi et ordonnateur par intérim entre 1712 et 1714
3. Jérôme Jean Villiers de l’Isle Adam : commissaire de la Marine et ordonnateur par intérim en 1738-1740 et 1744-1746
4. Antoine Philippe Lemoyne : ordonnateur de 1748 à 1762
5. Morisse : ordonnateur de 1762 à 1763
6. Jean-Baptiste Mathieu Thibault de Chanvalon : intendant de l’ancienne et de la nouvelle colonie de Cayenne de 1763 à 1764
7. René Marie Pichot de Kerdisien : contrôleur de la Marine et ordonnateur par intérim de la colonie de Kourou en 1764 et 1765
8. Claude de Macaye : commissaire de la Marine et intendant par intérim de l’ancienne et de la nouvelle colonie de Guyane en 1765
9. Pierre François Prévost de Lacroix : commissaire de la Marine et ordonnateur par intérim en 1765-1766, ordonnateur en 1774
10. Jacques Maillart-Dumesle : ordonnateur de 1766 à 1771
11. Vinoé Benoît Lauwereyns : sous commissaire et ordonnateur de 1770 à 1772
12. Dieudonné Hubert Charvet : ordonnateur de 1771 à 1773
13. Jean-Baptiste Le Roy de Préville : commissaire de la Marine et ordonnateur par intérim en 1773-1774, ordonnateur de 1778 à 1785
14. César Jacques Delacroix : ordonnateur de 1773 à 1776
15. Pierre-Victor Malouet : ordonnateur en 1777 et 1780
16. Daniel Lescallier: ordonnateur de 1785 à 1788
17. Pierre d’Huinet Desvarennes : commissaire de la Marine et ordonnateur par intérim en 1788 et 1789
18. Augustin-François Motais de Narbonne : ordonnateur de 1789 à 1791
19. Charles Antoine d’Aigremont : ordonnateur par intérim de 1790 à 1792
20. Vincent Boué : écrivain principal et ordonnateur par intérim en 1789 et 1790, chef d’administration faisant fonction d’ordonnateur de 1795 à 1797
21. Louis Arnaud de Corio : ordonnateur de 1794 à 1795
22. Jean Pierre Masse : ordonnateur en 1796
23. Siméon Roustagneuq : chef d’administration et ordonnateur en 1797
24. François Jacques Lequoy de Montgiraud : ordonnateur en 1792
25. Louis Benoît Dusargues Colombier : ordonnateur de 1798 à 1800
26. Auguste Alexandre François Benoist-Cavay : chef d’administration et ordonnateur de 1799 à 1809

## Agents et commissaires civils
1. Frédéric Joseph Guillot : commissaire civil délégué par l’Assemblée Nationale en 1792
2. Nicolas Georges Jeannet-Oudin : commissaire civil délégué de la Convention en 1793 ; agent particulier du Directoire en 1796
3. Étienne Laurent Pierre Burnel : agent particulier du Directoire en 1798 et 1799
4. Étienne Franconie : agent provisoire en 1799
5. Victor Hugues : agent du Directoire puis de l’Empereur de 1799 à 1802

## Inspecteurs
1. Jean- Pierre Lainé de Cambernom : inspecteur des magasins dans la nouvelle colonie de Kourou de 1763 à 1767
2. Alexandre Ferdinand Bessner : inspecteur général dans la colonie de Guyane en 1764
3. Adrien César Despluyres : commissaire provisoire chargé de l’inspection du magasin général de 1778 à 1780, inspecteur du magasin général, du détail de l’hôpital, des ateliers et des revues de 1780 à 1791
4. Pierre d’Huinet Desvarennes : commissaire des colonies faisant fonction d’inspecteur chargé du magasin et de l’hôpital de 1780 à 1785
5. Vieillot : sous chef d’administration faisant fonction d’inspecteur du magasin à Cayenne en 1793
6. Joseph Antoine Duranty : sous chef d’administration chargé de l’inspection du magasin général à Cayenne de 1796 à 1799
7. Étienne Charles Lacaze : commissaire faisant fonction d’inspecteur de la Marine à Cayenne de 1802 à 1809

## Contrôleurs
1. Jean Baptiste de Silly : commissaire de la Marine et contrôleur à Cayenne en 1735 et 1736
2. Jérôme Jean Villiers de l’Isle Adam : commissaire de la Marine faisant fonction de contrôleur à Cayenne vers 1738-1746
3. Des Essarts : écrivain de la Marine faisant fonction de contrôleur à Cayenne de 1747 à 1752
4. Mards : contrôleur des hôpitaux de la nouvelle colonie de Guyane en 1763
5. René Marie Pichot de Kerdisien : contrôleur de la Marine à Cayenne de 1763 à 1764
6. Pierre François Prévost de Lacroix : commissaire de la Marine faisant fonction de contrôleur en l’île de Cayenne en 1765
7. Plachon : contrôleur particulier du magasin de Cayenne vers 1765
8. Jean Siméon Baudouin : commissaire de la Marine et contrôleur en 1765
9. Jacques Maillart-Dumesle : commissaire de la Marine et contrôleur à la nouvelle colonie de Kourou en 1765
10. Vinoé Benoît Lauwereyns : sous commissaire et contrôleur de la Marine à Cayenne en 1767
11. Jean-Baptiste Le Roy de Préville : commissaire de la Marine faisant fonction de contrôleur en 1765- 1766, contrôleur par intérim en 1768, contrôleur des colonies à l’île de Cayenne de 1770 à 1777
12. Vincent Boué : contrôleur par intérim en 1777-1778, contrôleur au détail des fonds à Cayenne de 1778 à 1792, sous chef d’administration chargé du contrôle des fonds et des revues en 1794-1795
13. Honoré Vian : sous commissaire faisant fonction de contrôleur en 1777
14. Adrien César Despluyres : contrôleur des colonies à Cayenne en 1779
15. Jean François Richard : garde-magasin général faisant fonction de contrôleur en 1790-1791, sous contrôleur des colonies en 1792, contrôleur de la Marine à Cayenne de 1802 à 1809
16. Jacques Antoine Berville : sous chef d’administration chargé du contrôle des ateliers des classes, et du domaine de 1793 à 1795, puis sous chef d’administration chargé du contrôle des armements et de la comptabilité centrale de 1795 à 1798
17. François Théodore Suque (ou Juque) : sous chef d’administration au contrôle du magasin d’Approuague en 1795
18. Isaac François Juzaud : contrôleur par intérim à Cayenne vers 1796
19. Charles Boucher : sous chef d’administration au contrôle des troupes et de l’hôpital vers 1797
20. Martin : commis de 1re classe faisant fonction de sous chef d’administration chargé du contrôle de la comptabilité vers 1797
21. Jean François Desseaux (ou Dessaux) : sous chef d’administration au contrôle des approvisionnements vers 1798
22. Louis Honoré Lestibaudois : sous chef d’administration au contrôle du magasin de Cayenne vers 1799
23. Edme Henry Donez : sous contrôleur chargé des prises de 1800 à 1809

## Sous-commissaires
1. Bordes : sous commissaire de la Marine en 1775
2. Joseph d’Allemand : sous commissaire de la Marine à Cayenne en 1774, employé dans les différents détails de l’administration entre 1775 et 1781
3. François Antoine Boulay : sous commissaire de la Marine à Cayenne chargé du détail des troupes et des fonds de 1765 à 1768
4. Mellis (ou Mélis) : sous commissaire de la Marine à Cayenne en 1765
5. Honoré Vian : sous commissaire de la Marine en 1775
6. Laurent : sous commissaire de la Marine faisant fonction de secrétaire auprès de Victor Hugues de 1800 à 1809
7. Balé : sous commissaire de la Marine à Cayenne en 1804
8. Edme Henry Donez : sous commissaire de la Marine chargé des détails des prises en 1809

## Écrivains principaux
1. Des Essarts : écrivain principal de la Marine de 1747 à 1762
2. François Lazare Guys de Sainte-Hélène : écrivain principal chargé du détail des classes de 1780 à 1785
3. Vincent Boué : écrivain principal en 1785
4. Siméon Roustagneuq : écrivain principal de la Marine vers 1792
5. Jean-François Richard : écrivain principal des colonies de 1792 à 1802

## Écrivains ordinaires
1. Alexandre Trehart : écrivain ordinaire des colonies à Cayenne avec fonction de commissaire en 1712
2. Antoine Tissier de Boizereau : écrivain ordinaire du roi à Cayenne de 1712 à 1734
3. Jean Siméon Baudouin : écrivain à Cayenne de 1734 à 1757
4. Hilaire Delage de Lalanderie : écrivain vers 1747
5. Mellis : écrivain à Cayenne en 1755
6. Nermand (apparaît comme Normand): écrivain ordinaire de la Marine de la nouvelle colonie de Kourou en 1763-1765
7. Devoux : écrivain du roi à Cayenne en 1769
8. Honoré Vian : écrivain en 1770
9. Geoffrion de Saint-Cyr : écrivain d’administration à Cayenne en 1773
10. Pierre Simon Gourg : écrivain des colonies de 1779 à 1782
11. François Ambroise de Tilly : écrivain ordinaire à Cayenne de 1785 à 1791
12. Charles Louis Vassal : écrivain des colonies de 1786 à 1788

## Garde-magasins principaux (et généraux)
1. Mesnard : garde-magasin principal à Cayenne vers 1763-1765
2. Germain : garde-magasin général vers 1765
3. Balthazar François Villeneuve : garde-magasin général en l’île de Cayenne de 1765 à 1775
4. Adrien César Despluyres : garde-magasin général en 1775
5. Jean-François Richard : garde-magasin général à Cayenne en 1778 et 1779
6. Capdevielle : garde-magasin principal à Cayenne en 1793
7. Marie Gabriel Lefebvre : garde-magasin général de 1re classe à Cayenne vers 1798 et 1799
8. saac François Juzaud : garde-magasin général à Cayenne en 1799
9. Edme Henry Donez : garde-magasin général chargé du détail des prises de 1800 à 1809

## Garde-magasins ordinaires
1. Antoine Tissier de Boizereau : garde-magasin à Cayenne de 1725 à 1734
2. Du Villard : garde-magasin à Oyapock vers 1727-1744
3. Jean Siméon Baudouin : garde-magasin à Cayenne de 1734 à 1757
4. Hilaire Delage de Lalanderie : garde-magasin à Oyapock de 1743 à 1747
5. Jacques Lombard : garde-magasin à Oyapock vers 1752
6. Des Essarts : garde-magasin vers 1752-1753
7. Adrien César Despluyres : garde-magasin particulier de l’établissement à Kourou de 1763 à 1765
8. Billet : garde-magasin à Cayenne vers 1765
9. Verrolot : garde-magasin à Sinnamary vers 1765
10. Bequier : garde-magasin aux Islets vers 1765
11. Fubre : garde-magasin au magasin d’Approuague vers 1765
12. Blot : garde-magasin à Kourou vers 1765
13. Claude Baudouin (fils) : garde-magasin à l’île de Cayenne de 1765 à 1766
14. Jean Marie Vallet de Fayolle : garde-magasin à Sinnamary vers 1766
15. Legray : garde-magasin à Kourou vers 1766
16. Jean-Baptiste Colin : garde-magasin particulier à Kourou en 1770
17. Napollon de Chateauneuf : garde-magasin particulier à Cayenne en 1775
18. Jean-François Richard : garde-magasin particulier à Cayenne en 1776
19. Gaud-Lecraiq : garde-magasin à Sinnamary vers 1784, garde-magasin à Cayenne vers 1785
20. Latrouelle : garde-magasin à Approuague vers 1785
21. Dadant : garde-magasin à Sinnamary vers 1785
22. Savery : garde-magasin particulier à Kourou vers 1786
23. François Ambroise de Tilly : garde-magasin à Cayenne vers 1791
24. Pierre Elie Moret Lemoyne : garde-magasin vers 1792
25. Jean-François Rainville : garde-magasin à Cayenne de 1792 à 1793
26. Capdevielle : sous garde-magasin à Cayenne vers 1793
27. Arnaud : garde-magasin à Cayenne vers 1797-1798
28. Armand : garde-magasin à Cayenne vers 1797
29. Marie Gabriel Lefebvre : sous garde-magasin à Cayenne vers 1797

## Subdélégués
1. Paul Lefebvre d’Albon : ordonnateur à Cayenne et subdélégué à l’intendance des isles du Vent entre 1712 et 1738
2. Morisse : commissaire et subdélégué à l’intendance de Cayenne à Kourou en 1763
3. Joseph Philippe Le Gros de Pézard : subdélégué à l’intendance du Haut-Kourou en 1764
4. Jean-Baptiste Gaston Dominique Doucet : subdélégué à l’intendance à Sinnamary en 1766
5. Michel Bertand : subdélégué à Oyapock vers 1777
6. Jean Joseph Brouille de La Forest : subdélégué à l’intendance à Sinnamary vers 1778 ;
7. Charles Louis Vassal : écrivain des colonies faisant fonction de subdélégué à Approuague vers 1787
8. Jacques Antoine Berville : subdélégué de l’intendance à Sinnamary en 1789

## Trésoriers
1. Alexandre Trehart : trésorier à Cayenne entre 1709 et 1712
2. Alexandre Baudouin : trésorier à Cayenne vers 1734
3. Charlemagne Baudouin de Mahury : trésorier de la Marine à Cayenne de 1736 à 1744
4. Benoît Le Tenneur : trésorier général de la Marine à Cayenne en 1746
5. Charles Joseph Lerbeilh : trésorier principal de la Marine à Cayenne de 1753 à 1760
6. Thomas Simon : commis des trésoriers et trésorier par intérim à Cayenne en 1760
7. François Thomas de La Rivière : trésorier principal à Cayenne de 1760 à 1783, et trésorier des Invalides de la Marine à Cayenne en 1764
8. Jean- Pierre Lainé de Cambernom : trésorier de la nouvelle colonie de Guyane à Kourou de 1763 à 1767
9. Vincent Boué : trésorier des colonies par intérim en 1785
10. Jérôme Le Villain : trésorier de la Marine à Cayenne en 1785
11. Geneste : trésorier à Cayenne de 1788 à 1795
12. Jacques Antoine Berville : trésorier par intérim en 1789
13. Nicolas Benoît Mathelin : trésorier des invalides de la Marine et payeur principal de la Marine entre 1796 et 1806

Commis des trésoriers :
1. Antoine Tissier de Boizereau : commis des trésoriers généraux à Cayenne de 1725 à 1734
2. Alexandre Baudouin : commis des trésoriers à Cayenne vers 1733
3. Benoît Le Tenneur : commis des trésoriers généraux de la Marine à Cayenne en 1744
4. Thomas Simon : commis des trésoriers généraux de la Marine à Cayenne en 1760
5. François Thomas de La Rivière : commis des trésoriers généraux des colonies à Cayenne vers 1760
6. Diez : commis des trésoriers généraux à Cayenne vers 1770

## Commis principaux
1. Chalaye : commis principal au bureau de l’intendance à Cayenne de 1772 à 1773
2. Philippe Joseph Loeffler : commis principal aux écritures au bureau de l’intendance à Cayenne de 1773 à 1783
3. Tetreau : commis principal à Cayenne de 1776 à 1783
4. François Lazare Guys de Sainte-Hélène : commis principal des colonies chargé du détail des classes de 1779 à 1790
5. Pierre Louis Garrus de La Roque : commis principal au contrôle à Cayenne de 1783 à 1785
6. François Chevreuil : commis principal ( ?) au bureau des fonds en 1790
7. Edme Henry Donez : commis principal de la Marine de 1re classe à Cayenne de 1796 à 1800
8. Jean-Baptiste François Tallon (ou Tallon) : commis principal à Cayenne vers 1799-1800
9. Louis Pierre Nicolas Bonnet : commis principal de la Marine de 1re classe au 1er bureau de l’intendance vers 1799

## Commis ordinaires et «employés»
1. Charlemagne Baudouin de Mahury : commis de la Marine en 1732
2. Philippe Joseph Loeffler : commis au bureau des fonds de 1740 à 1760, commis à l’intendance de Kourou de 1763 à 1765
3. Charles Joseph Lerbeilh : commis au bureau de l’intendance de 1748 à 1752
4. Adrien César Despluyres : commis aux écritures à Cayenne de 1746 à 1762
5. Dedons : commis aux écritures à Cayenne de 1750 à 1762, commis au bureau des fonds de 1765 à 1777
6. Pierre Mathurin (ou Mathieu) Prevost : employé à Cayenne en 1752
7. Le Chevalier : employé à Cayenne en 1763
8. Claude Baudouin (fils) : commis aux écritures au magasin de 1763 à 1765
9. Gilles Huaud : commis au magasin de Sinnamary de 1763 à 1765
10. Louis Antoine Starot de Saint-Germain de Loberie : employé à Cayenne entre 1764 et 1766
11. Rousseau : commis au magasin de Kourou vers 1765
12. Jean-Baptiste Colin : commis au bureau du contrôle et des classes et au bureau du magasin général vers 1765
13. Marrier de Chanteloup : commis aux écritures au bureau de l’intendance puis au magasin général à Cayenne de 1765 à 1773
14. Gaud-Lecraiq : commis aux écritures de 1765 à 1784
15. Jean Gayot : commis aux écritures au magasin général à Cayenne de 1765 à 1787
16. Jean Marie Vallet de Fayolle : commis aux écritures au magasin de Cayenne vers 1766
17. Thorame : commis aux écritures à Cayenne de 1766 à 1771
18. Lemagre : employé dans la colonie de Cayenne en 1767
19. Pierre Louis Garrus de La Roque : commis aux écritures au bureau des classes et ateliers de 1768 à 1778, commis au contrôle du magasin général de 1778 à 1781, commis au détail des revues de 1781 à 1783
20. François Ambroise de Tilly : commis aux écritures à Cayenne de 1769 à 1777
21. Patrault : commis aux écritures au secrétariat de l’intendance à Cayenne vers 1771
22. Vincent Boué : commis au bureau du contrôle de la Marine de 1771 à 1777
23. Nicolas Benoît Mathelin : employé au bureau du contrôle à Cayenne entre 1772 et 1773
24. Mounier : employé à Cayenne en 1773
25. Michel Gabriel Bernard : commis de la Marine à Cayenne de 1774 à 1777
26. Donès : commis au bureau des fonds à Cayenne vers 1776
27. Antoine Paris : commis aux écritures au bureau de l’intendance à Cayenne de 1776 à 1788
28. Lecoeuvre : commis au bureau des classes à Cayenne vers 1777
29. Lebourg d’Argoite : commis aux écritures au bureau de l’administration de 1780 à 1783
30. Edme Henry Donez : commis d’administration à Cayenne de 1785 à 1795
31. François Chevreuil : commis aux écritures à Cayenne en 1789
32. Savery : commis aux écritures à Kourou en 1793
33. Germain (père) : commis d’administration de 2e classe en 1795
34. Pierre Mattiez : commis de 1re classe au 3e bureau vers 1797, commis de 1re classe du magasin vers 1798
35. Jean-Baptiste François Tallon : commis de 1re classe au 3e bureau vers 1797, commis de 1re classe du magasin vers 1798
36. Boulet : commis de 2e classe au 3e bureau vers 1797, commis à l’intendance vers 1798
37. Pellé : commis extraordinaire au magasin général de 1797 à 1808
38. Ninet : commis aux écritures au magasin général vers 1785
39. Rondeau : commis extraordinaire au bureau de l’intendance vers 1797
40. Jean-Baptiste Jampierre : commis de 3e classe vers 1797
41. Jean-Baptiste Grimard : commis de 2e classe pour la comptabilité vers 1797
42. Geslin : commis de 3e classe au 2e bureau vers 1797
43. Pierre Henry Dusserre : commis de 3e classe au 3e bureau vers 1797
44. Martin : commis de 1re classe au bureau de la comptabilité vers 1797
45. Pierre Bernard Dieudonné : commis de 3e classe au 3e bureau vers 1797
46. Paul Toussaint Germain : commis de 3e classe au bureau des prises vers 1797
47. Louis Marie Lemoyne : commis de 2e classe au bureau de Sinnamary vers 1798
48. Paul Gronin : commis de 2e classe vers 1798
49. Jean Baptiste Malvin : commis d’administration vers 1798
50. Narcisse Edouard Isidore de Saint-Quantin : commis de marine de 2e classe à Cayenne de 1800 à 1802

### Sources
- Céline Ronsseray, « Les administrateurs coloniaux en Guyane française au XVIIIe siècle : Enjeux prosopographiques, parcours professionnels et réseaux de solidarité», Bernard Grunberg (dir.), Cahiers d’Histoire de l’Amérique Coloniale : Enjeux et difficultés d’un modèle européen dans les sociétés coloniales, no 2, Paris, L’Harmattan, 2007, p. 83-101
- Céline Ronsseray, « Un El Dorado des officiers ? Fortunes, apparats et banqueroutes des administrateurs coloniaux en Guyane française au XVIIIe siècle », 1re Journée d’études des doctorants SHS, Acteurs et agents locaux de la colonisation française : méthodes, sources et nouveaux enjeux de la recherche en France (XVIIe – XIXe siècles), université de La Rochelle, juin 2006 (à paraître aux Indes Savantes)
- Céline Ronsseray, « De l’aventurier au "fonctionnaire" ou la transformation de l’administrateur colonial au XVIIIe siècle en Guyane française », 1er Congrès du GIS Amérique latine Discours et pratiques du pouvoir en Amérique latine des Précolombiens à nos jours, novembre 2005, université de La Rochelle. Article consultable en ligne sur le site de HAL-SHS
- Annuaire de la Guyane française, p. 60-68, Imprimerie du Gouvernement, Cayenne, 1861 Texte